# Église Saint-Laurent-et-Notre-Dame de Gargilesse-Dampierre
Pour les articles homonymes, voir Église Saint-Laurent, Église Notre-Dame, Saint Laurent et Notre-Dame.
Ne doit pas être confondu avec Église Saint-Pierre de Dampierre.
L'église Saint-Laurent-et-Notre-Dame de Gargilesse-Dampierre est une église catholique française. Elle est située sur le territoire de la commune de Gargilesse-Dampierre, dans le département de l'Indre, en région Centre-Val de Loire.

## Situation
L'église se trouve dans la commune de Gargilesse-Dampierre, au sud du département de l'Indre, en région Centre-Val de Loire. Elle est située dans la région naturelle du Boischaut Sud. L'église dépend de l'archidiocèse de Bourges, du doyenné du Val de Creuse et de la paroisse d'Éguzon-Orsennes.

## Histoire

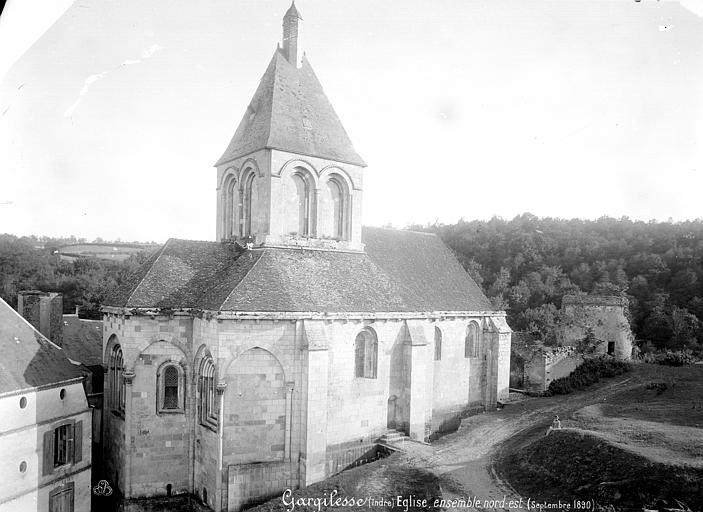
L'église Saint-Laurent-et-Notre-Dame, en septembre 1890.

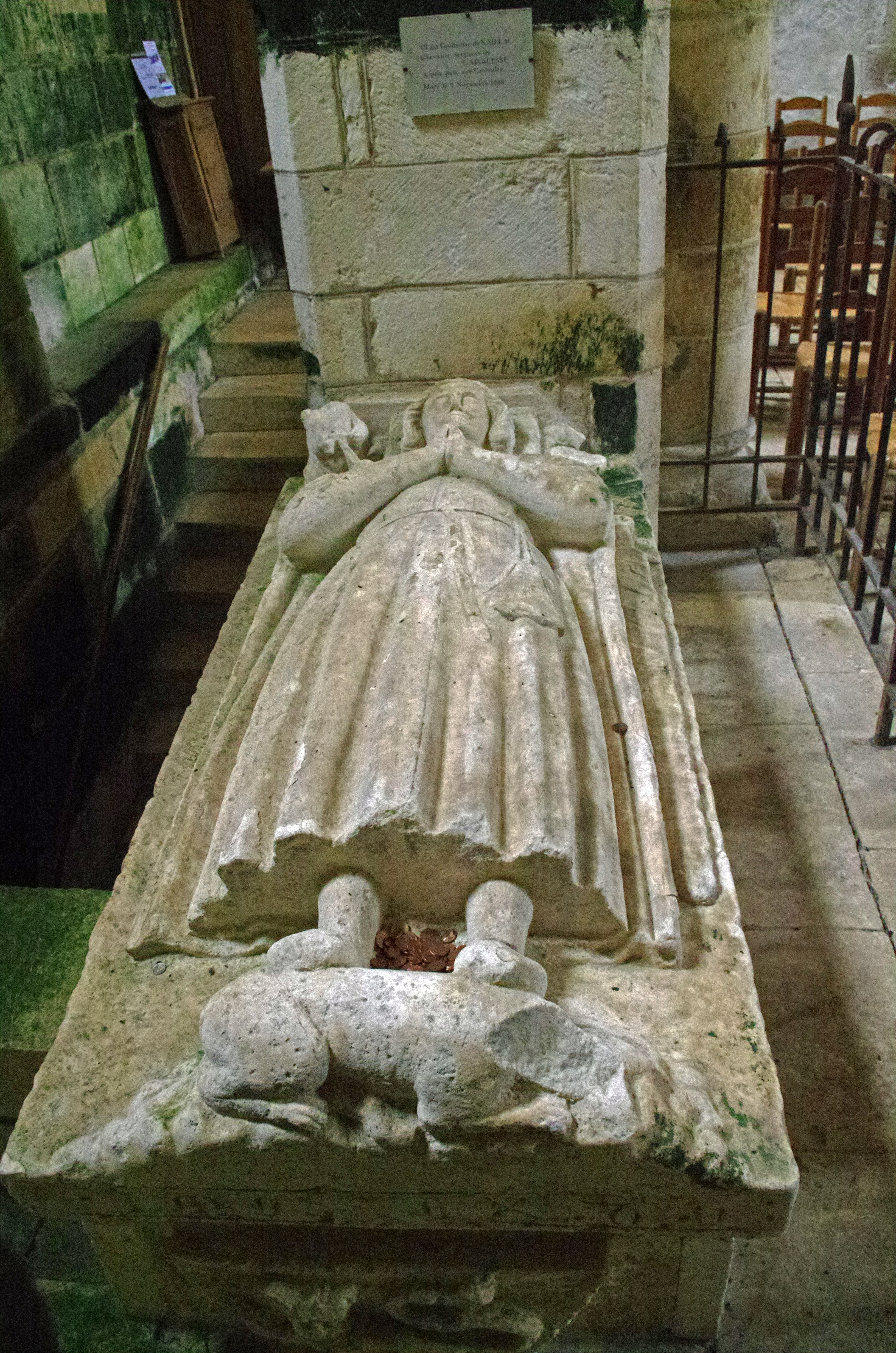
Gisant de Guillaume de Naillac

L'histoire de l'église Notre-Dame de Gargilesse est mal connue. Celle de la famille seigneuriale de Gargilesse est mieux connue grâce aux recherches d'Eugène Hubert qui en a découvert les premières traces au Xe siècle,,,,,. Au milieu du XIIe siècle, Hugues Ier de Naillac, seigneur de Naillac, du Blanc et de Gargilesse, est parti pour Jérusalem. En 1187, il transige avec André de Chauvigny et fait hommage de son château et Gargilesse,.
L'église Notre-Dame de Gargilesse était la chapelle castrale. Elle était desservie par des chanoines de Saint-Augustin. Elle était comprise dans l'enceinte du château et communiquait avec lui de plain-pied par la crypte. Le château a été détruit en 1650 par les troupes royales, ce qui peut expliquer la disparition des travées occidentales de la nef. L'église paroissiale Saint-Laurent se trouvait en bas de la butte. En 1786, la paroisse Saint-Laurent a été supprimée et l'église Notre-Dame est devenue la seule église paroissiale.
D'après les données de la base Mérimée, l'église a été construite au XIe siècle. Les données archéologiques et les comparaisons stylistiques font plutôt remonter l'église au deuxième tiers du XIIe siècle, mais la construction a pu se faire en deux campagnes, le chœur et le transept puis la nef.
Toujours dédiée à la Vierge, l'origine de l'église de Gargilesse remonte au XIIe siècle, date à laquelle Hugues de Naillac, seigneur de Gargilesse, accorda une charte aux habitants de la paroisse du Pin à l'occasion de la fondation de l'église Notre-Dame. Une église Saint-Laurent aurait pu exister auparavant sur la rive gauche de la Gargilesse.
L'église possède un remarquable ensemble de chapiteaux romans, un vitrail probablement antérieur à 1165, représentant le Christ en gloire entouré du Tétramorphe,, des peintures murales.
Des travaux de restauration ont été entrepris après la demande présentée par Prosper Mérimée, en février 1849. Les premiers travaux ont été entrepris par l'architecte Jules de Mérindol, qui a rétabli le sol primitif, puis l'architecte Denis Darcy (1823-1904) a réalisé l'assainissement de la crypte, Mayeux reprit les contreforts et Gabriel Brun refit la couverture.
L'édifice est classé au titre des monuments historiques, en 1840.

## Description

### Le chevet, le transept et la nef

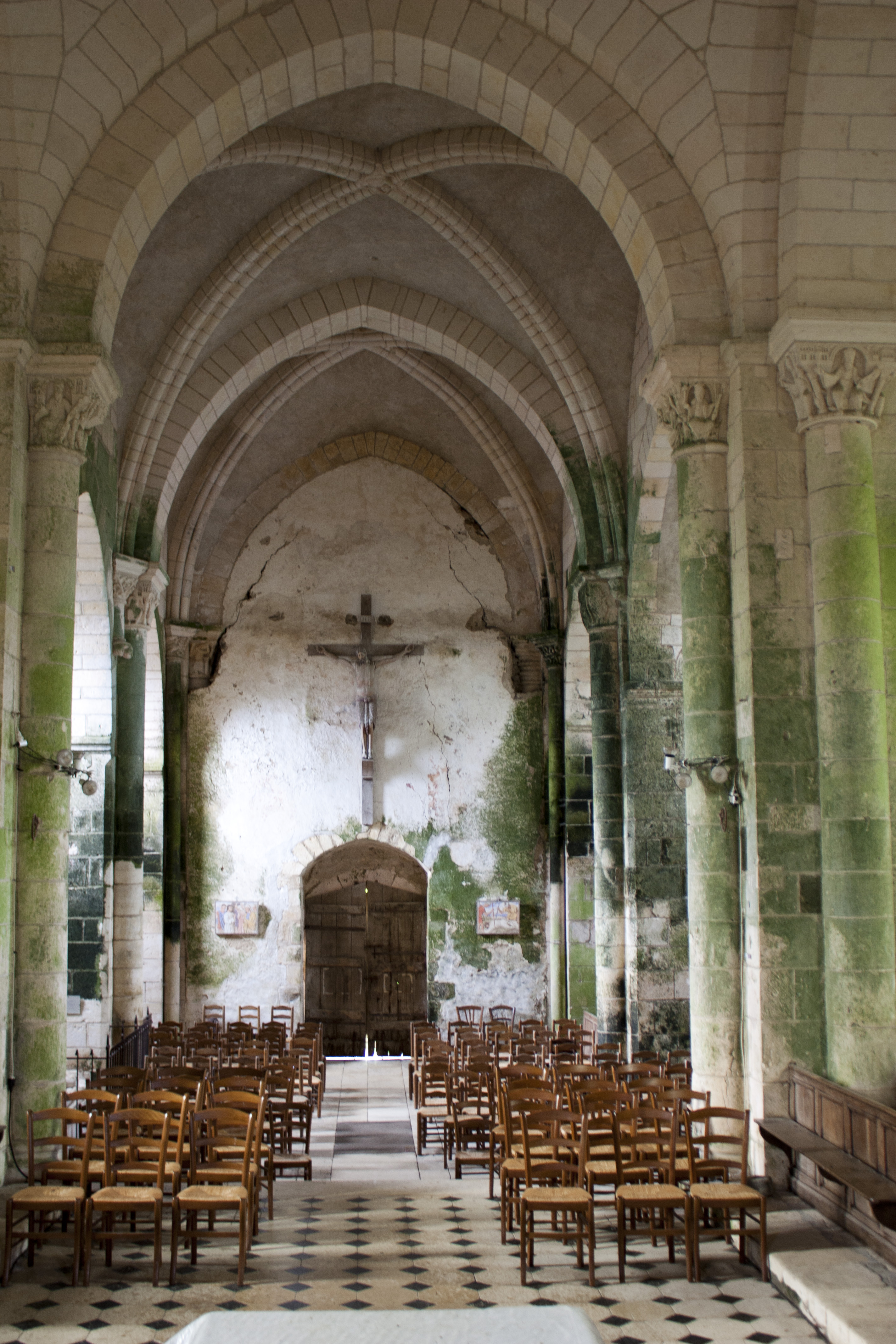
La nef, en 2012.

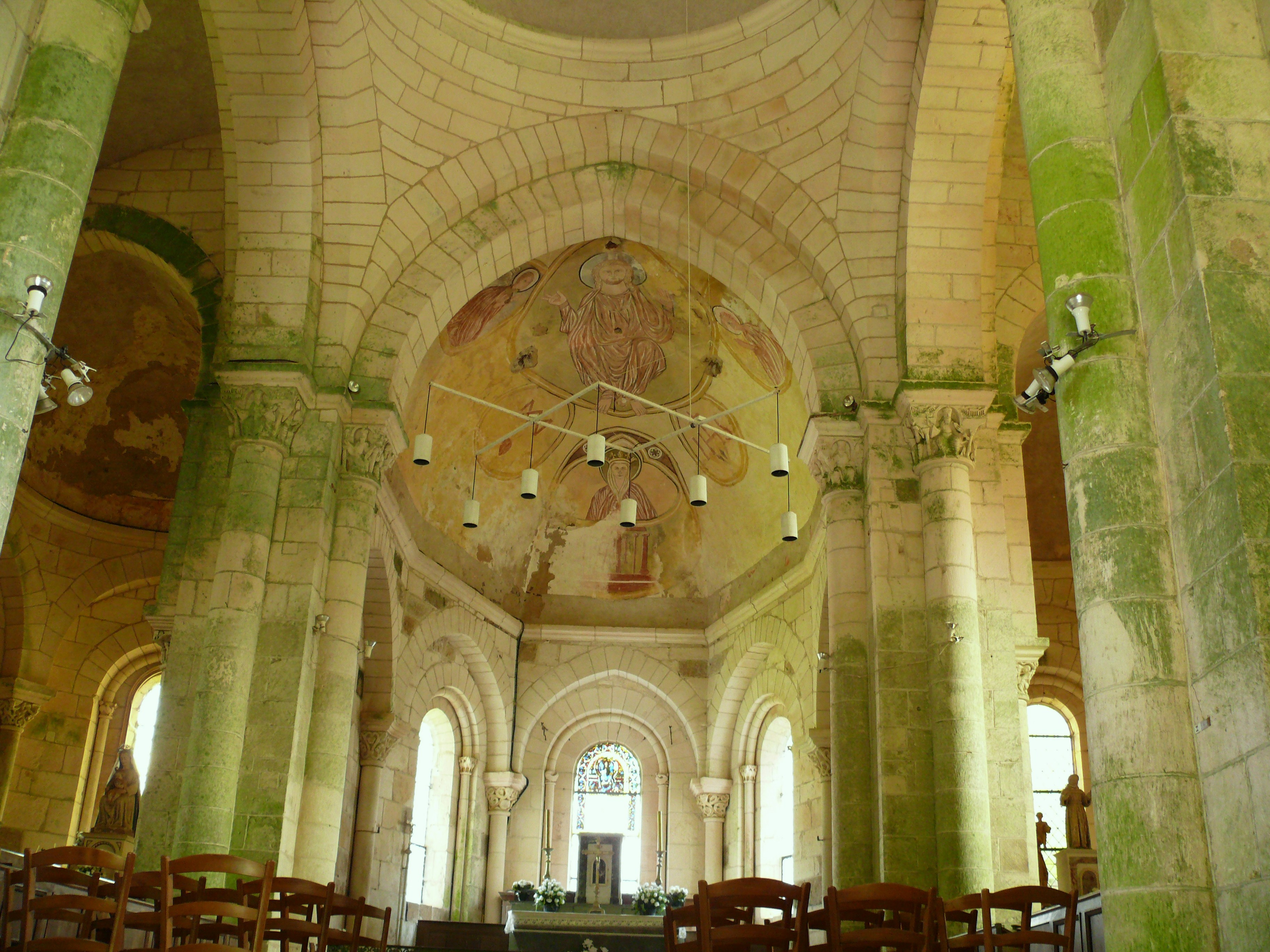
L'abside et absidioles, en 2010.

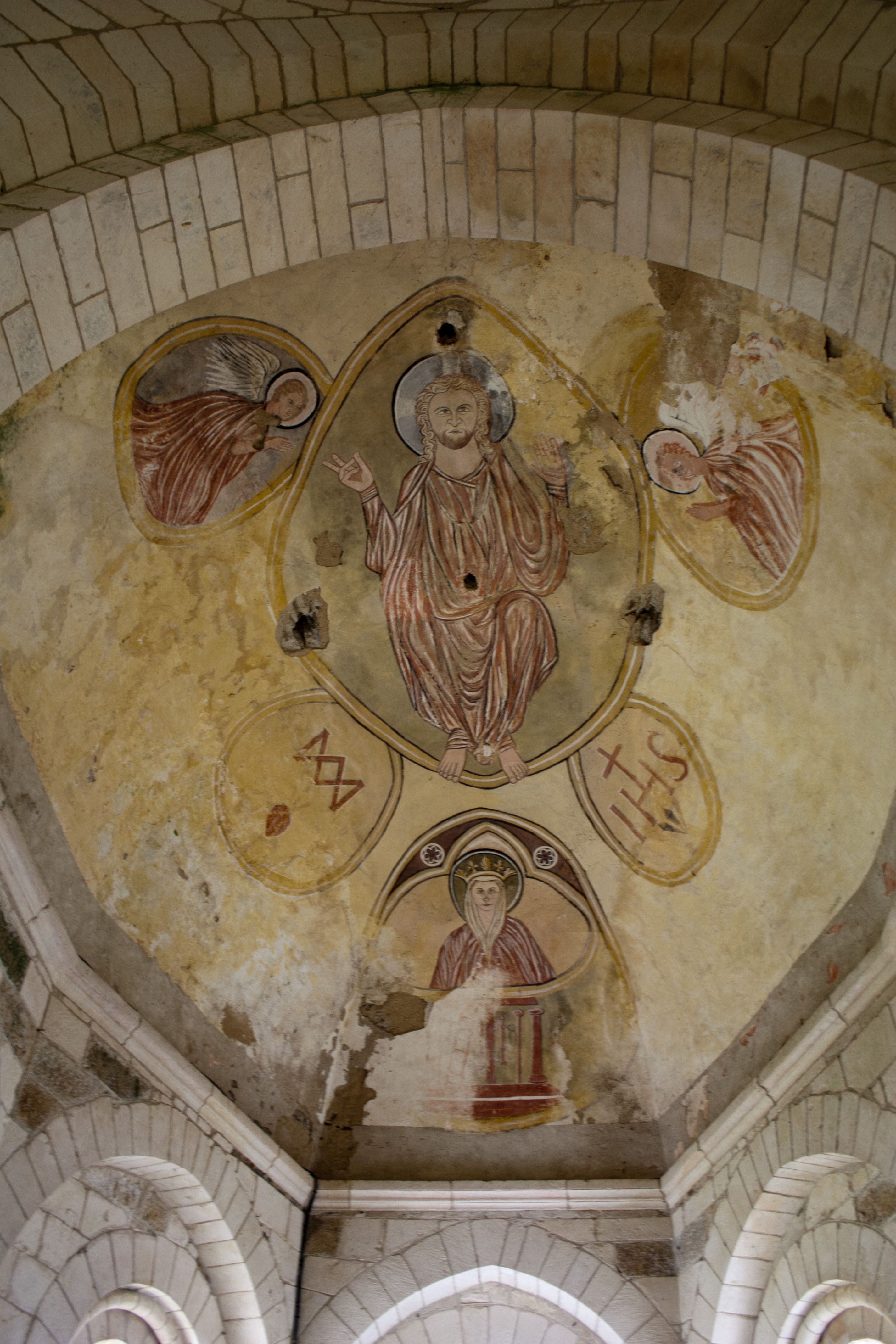
La voûte du chœur, en 2012.

L'église est fondée sur le sol granitique de la Creuse, mais dans un matériau calcaire importé de la région d'Argenton-sur-Creuse.
L'église comprend deux parties bien distinctes, le chevet avec abside et absidioles à pans coupés, la nef qui montre les premières tentatives de voûtement d'ogives.
L'église Notre-Dame a la caractéristique d'avoir une abside et des absidioles polygonales soutenues par des arcs de décharge brisés supportés par des colonnes situées dans les angles. Ce type de chevet se retrouve dans le Limousin, à Bellac, Cornil ou Rosiers d'Égletons. À Souillac, La Celle-Bruère, Saint-Marcel, Lubersac, Vigeois, les arcs sont en plein cintre. La particularité de l'église de Gargilesse vient de ce que les deux absidioles ont un mur commun avec l'abside donnant l'impression d'avoir un chevet à sept pans.
Le transept est peu développé et couvert d'une voûte en demi-berceau et d'une coupole sur pendentifs appareillée et percée au centre à la croisée. Il unit les différentes parties de l'édifice. Quatre passages en arc brisé permettent une circulation autour de la croisée, et relient les chapelles au chœur. Cette disposition se retrouve à Cornil, au Aix-d'Angillon, à Blet et à Véreaux. Au-dessus de la croisée, la tour carrée du clocher est enrichie d'une double arcature aux archivoltes brisées.

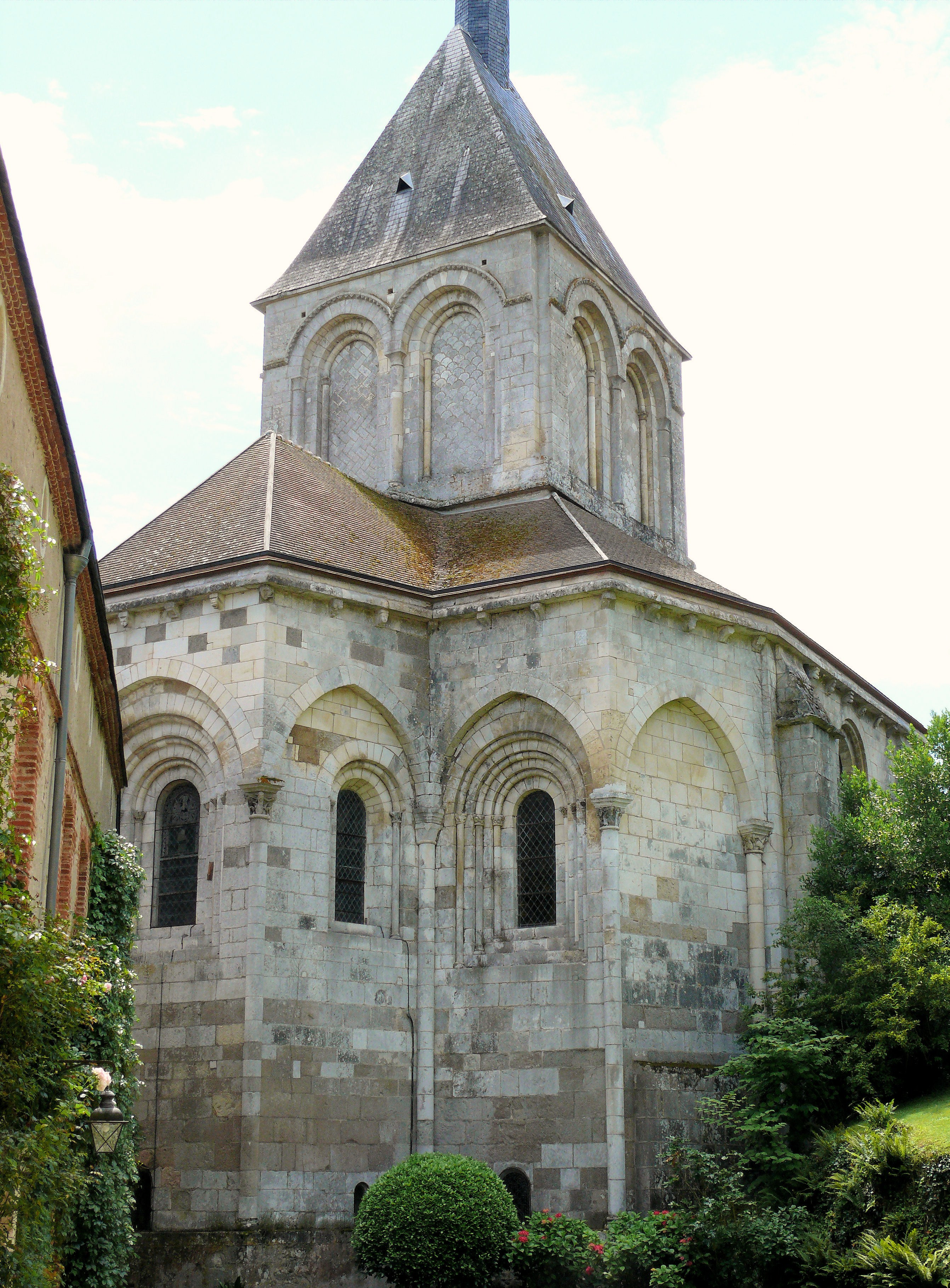
Le chevet, en 2010.

Le mélange de voûtements en berceau brisé et en plein cintre est caractéristique du milieu du XIIe siècle.
La nef comporte deux travées. Elle est trois marches plus bas que le transept. Le vaisseau central est plus large que le chœur. Les deux piliers occidentaux de la croisée montrent des traces d'arrêt des travaux. Il est possible que le voûtement d'ogives n'ait pas été prévu à l'origine à la construction. Les collatéraux sont étroits trahissant l'influence de l'architecture du Limousin.
Au bas de la nef à gauche, le gisant de Guillaume de Naillac, seigneur de Gargilesse, fils de Hugues II de Naillac, dont un écriteau nous rappelle qu'il prit part aux croisades et décéda, le 7 novembre 1266.
La façade ouest a été remaniée et n'est peut-être qu'un remplissage après la suppression d'une ou plusieurs travées.

### Les chapiteaux romans

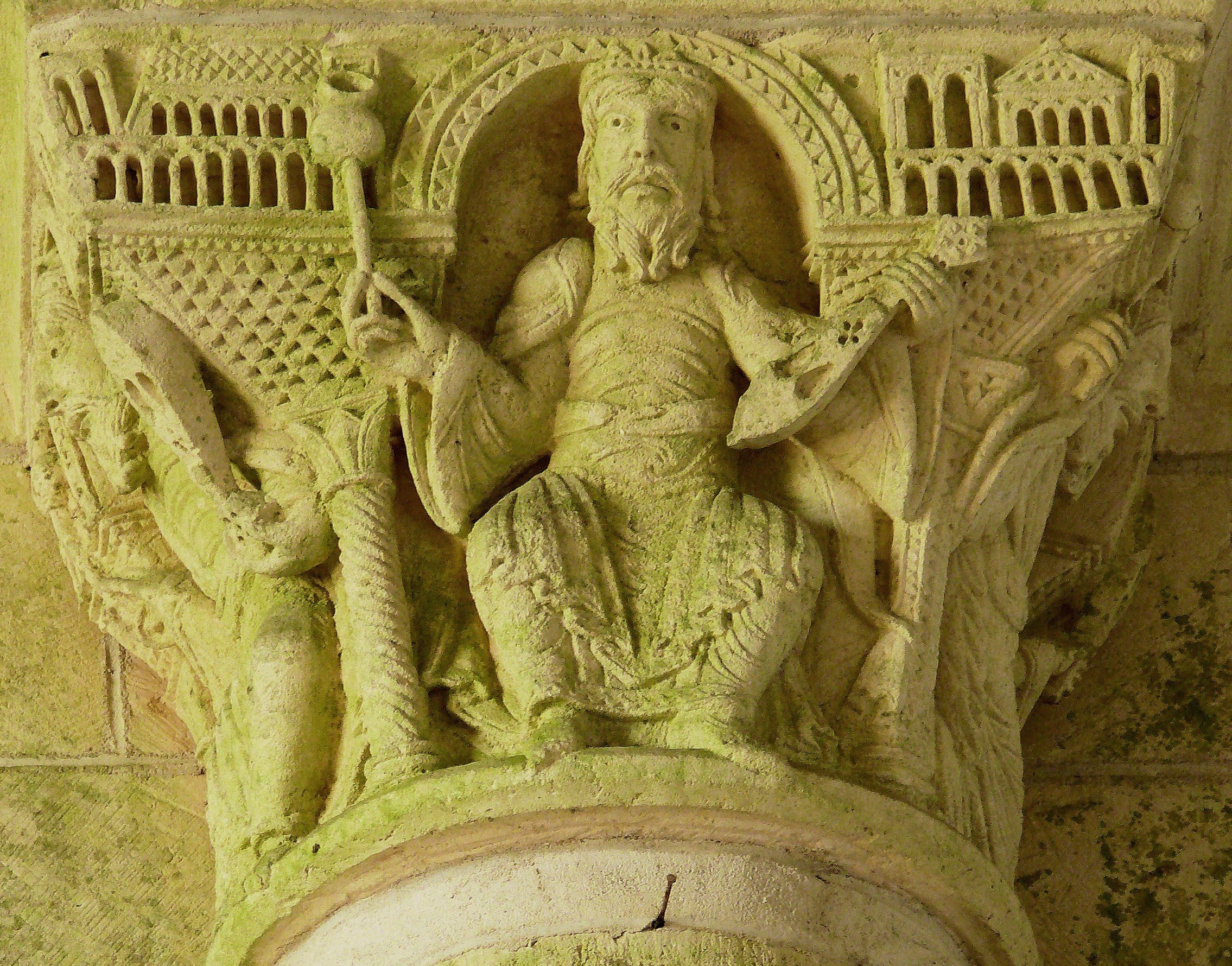
Un vieillard de l'Apocalypse, en 2010.

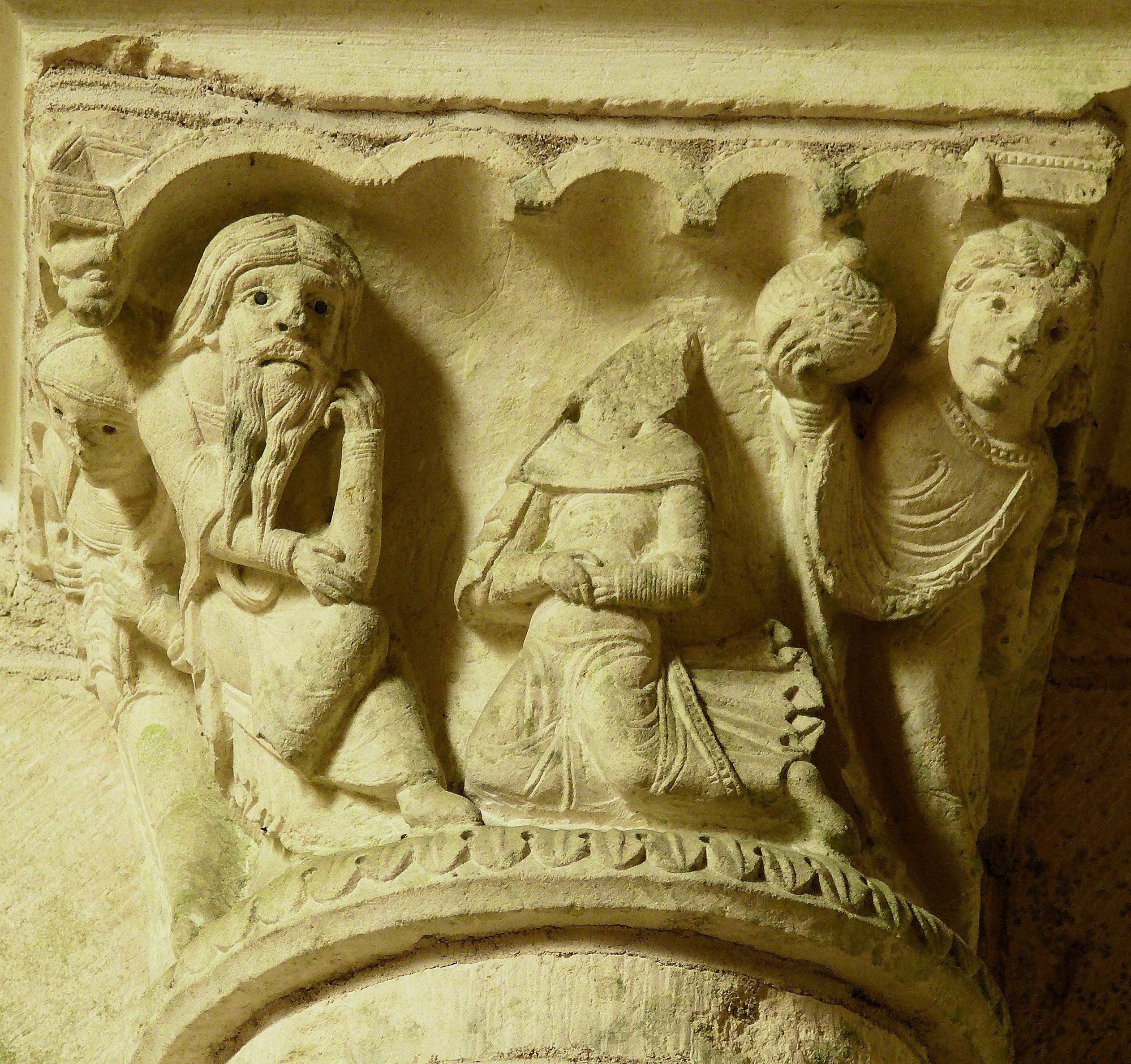
La tentation du juge, en 2010.

L'intérêt de l'église vient de sa remarquable suite de chapiteaux :
- les vingt-quatre Vieillards de l'Apocalypse, sur les huit chapiteaux de la croisée du transept ;
- l'Enfance du Christ avec l'Annonciation, la Visitation, la Nativité, les Rois mages, dans l'absidiole nord ;
- le cycle de Daniel avec Daniel dans la fosse aux lions, le prophète Habacuc, la Tentation du Juge, dans le croisillon sud.

On retrouve des thèmes décoratifs habituels : animaux fantastiques avec lions, centaures et oiseaux symboliques. Des chapiteaux de la nef sont aussi sculptés de rinceaux et personnages dans un style différent.
Les chapiteaux ont été réalisés par plusieurs sculpteurs dont on peut noter des parentés avec les sculptures berrichonnes de Déols et Bommiers, bourguignonnes de La Charité-sur-Loire, ou limousines de Vigeois.

### La crypte

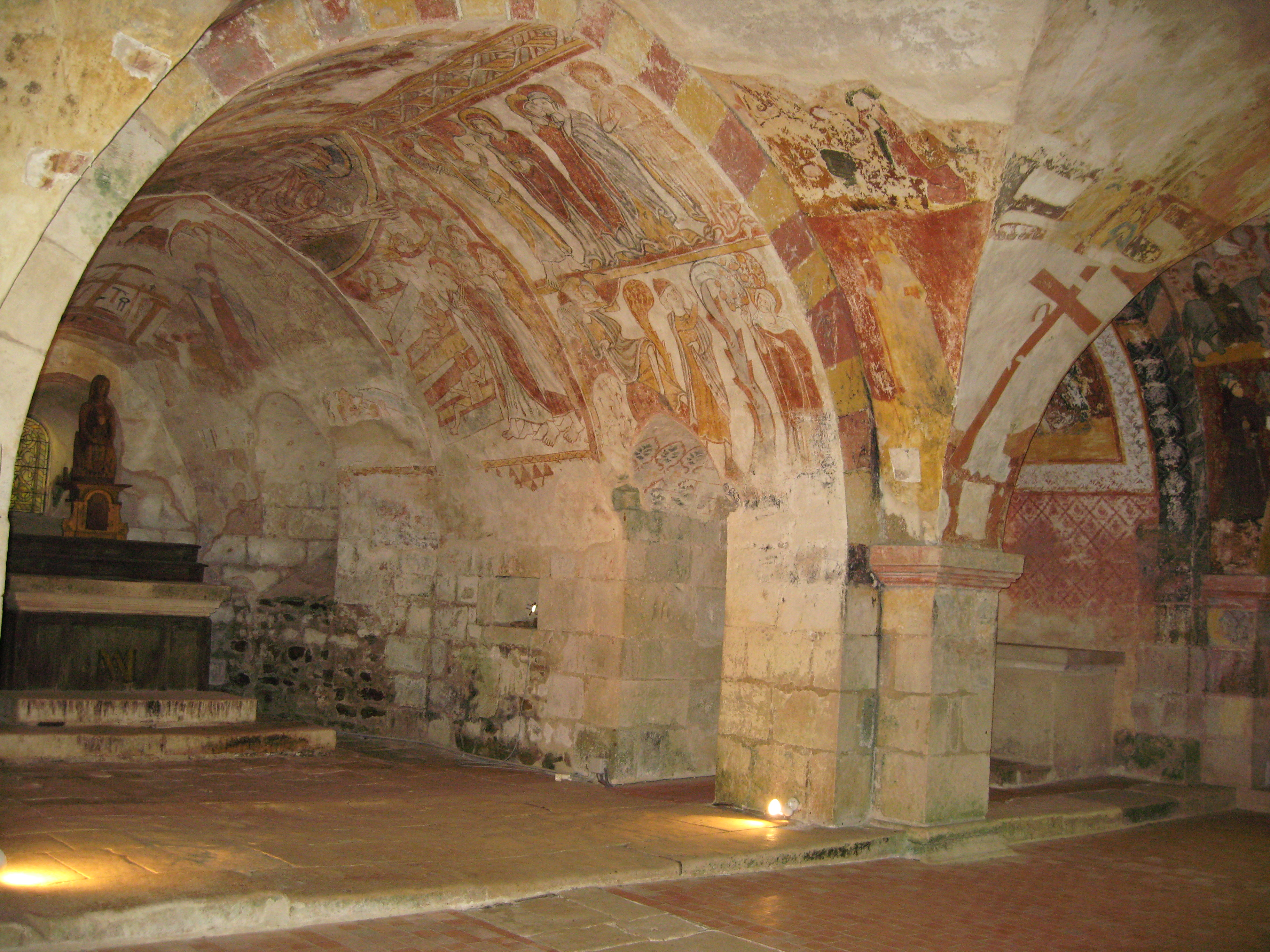
La crypte de l'église, en 2010.

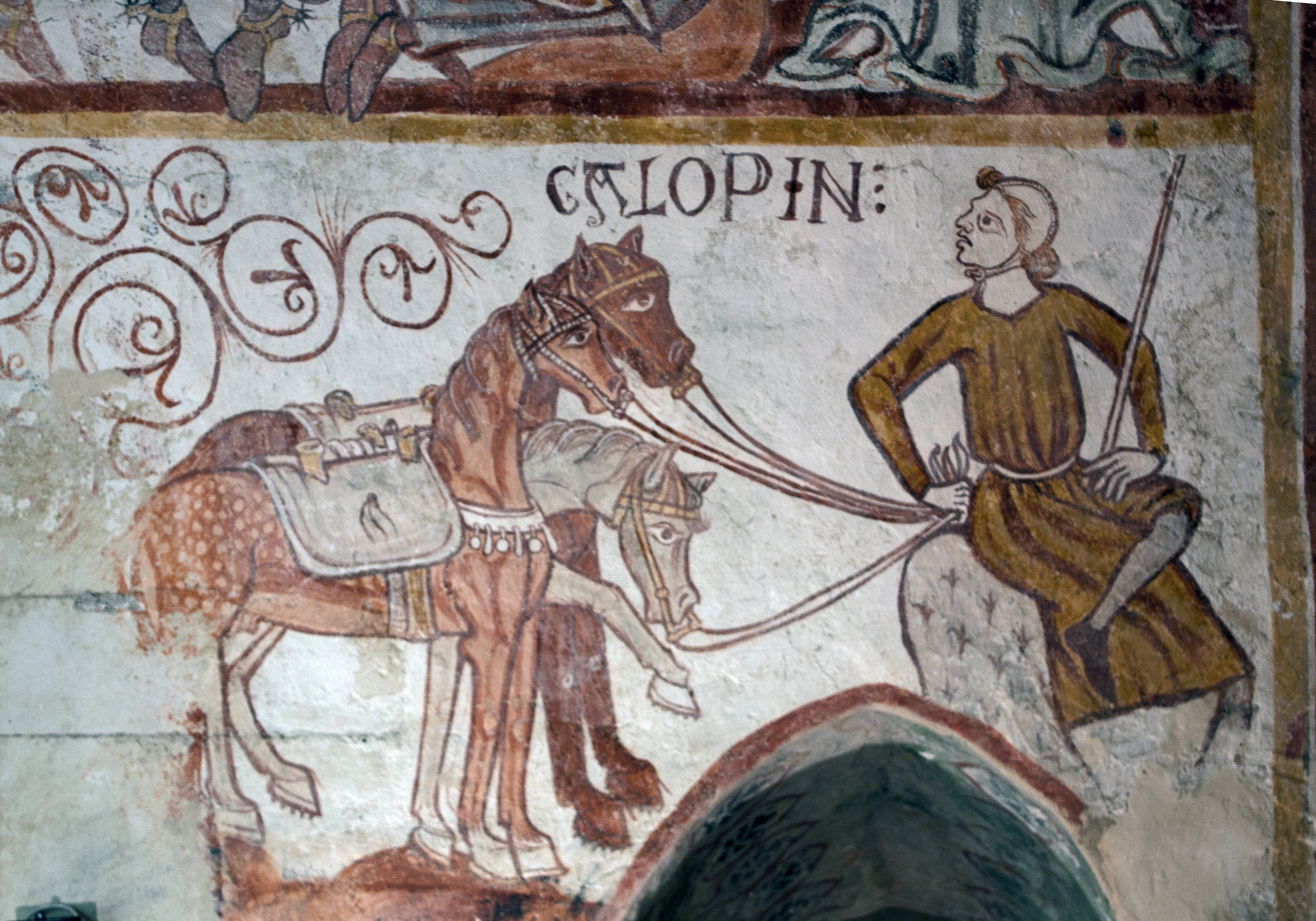
Le Galopin, en 2012.

Au sous-sol, sous le chevet et le transept, une crypte de style roman, permettant de reprendre le dénivelé du terrain, est décorée de fresques remarquables des XIIIe et XVe siècles et XVIe siècle,.

## Mobilier
L'église abrite une statue de la Vierge, « Sedes Sapientiae », inscrite à titre d'objet par le service des Monuments historiques, que la légende locale dit être rapportée des Croisades.